# لوغان مارشال غرين
لوغان مارشال غرين (بالإنجليزية: Logan Marshall-Green)‏ (ولد في 1 نوفمبر 1976) ممثل أمريكي عرف ابتدأً بظهوره في مسلسل التلفزيوني القانون والنظام: الوحدة الخاصة للضحايا (2003)، قانون ونظام (2004)، وجاء دوره الأكثر بروز في فيلم خيال علمي بروميثيوس في دور ريدلي سكوت (2012)، ودوره «الماركيز» في فيلم مدام بوفري.

## روابط خارجية
- لوغان مارشال غرين على موقع IMDb (الإنجليزية)
- لوغان مارشال غرين على موقع روتن توميتوز (الإنجليزية)
- لوغان مارشال غرين على موقع ألو سيني (الفرنسية)
- لوغان مارشال غرين على موقع أول موفي (الإنجليزية)
- لوغان مارشال غرين على موقع قاعدة بيانات برودواي على الإنترنت (الإنجليزية)
- لوغان مارشال غرين على موقع قاعدة بيانات الأفلام السويدية (السويدية)
- لوغان مارشال غرين على موقع قاعدة بيانات الفيلم (الإنجليزية)
- لوغان مارشال غرين على موقع كينوبويسك (الروسية)
- لوغان مارشال غرين at the Internet Off-Broadway Database